# Stanisław Brykczyński
Stanisław Brykczyński, herbu Gwiaździcz (ur. 5 grudnia 1841 w Ossie, zm. 2 stycznia 1912 we Lwowie) – ziemianin, powstaniec styczniowy, działacz gospodarczy i polityk, poseł na galicyjski Sejm Krajowy, prezes Galicyjskiego Towarzystwa Gospodarczego.

## Życiorys
Wychowanek rosyjskiego korpusu kadetów w Petersburgu, służył jako oficer w wojsku rosyjskim. Podczas powstania styczniowego porzucił służbę i wziął udział w walkach z Rosjanami, między innymi w bitwie pod Kobylanką. Po przejściu na teren Galicji został aresztowany we Lwowie i wydalony z granic cesarstwa austriackiego. Przez kilka lat przebywał na emigracji w Paryżu. Po powrocie do kraju jako ziemianin, gospodarował najpierw Czarnym Ostrowie, następnie w Dydiatyczach koło Sądowej Wiszni. Ostatecznie osiadł w zakupionym majątku Pacyków (z Dębnikiem) w pow. stanisławowskim.  
Był prezesem rady kontrolującej Galicyjskiego Towarzystwa Kredytowego Ziemskiego (1903-1912) Członek i działacz Galicyjskiego Towarzystwa Gospodarskiego, członek jego Komitetu (23 czerwca  1889 - 13 czerwca 1893), jego wiceprezes (13 czerwca 1893 - 10 czerwca 1906) i jego prezes (10 czerwca 1906 – 10 czerwca 1909). Protektor Towarzystwa Kółek Rolniczych we Lwowie (1914). Członek honorowy C.K. Towarzystwa Rolniczego Krakowskiego. Prowadził szeroką działalność na polu popierania hodowli bydła w powiatach stanisławowskim i nadwórniańskim.  
Był prezesem stanisławowskiej Rady Powiatowej (1878-1898). Poseł do Sejmu Krajowego Galicji V, VI, VII, VIII i IX kadencji (1885-1912). Wybierany z kurii I (wielkiej własności) z okręgu wyborczego Stanisławów. 29 października 1885  otrzymał 64 głosy z 95). Funkcję tę sprawował do śmierci. W 1896 wybrany zastępcą członka Wydziału krajowego z kurii gmin wiejskich. Członek klubu prawicy w Sejmowym Kole Polskim w 1908. W sejmie występował jako referent komisji gospodarstwa i jako znawca kultury gospodarczej. W latach 1889–1901 był zastępcą członka Wydziału Krajowego galicyjskiego. 

## Rodzina
Urodził się w rodzinie ziemiańskiej, syn Stanisława i hr. Wandy z Zamoyskich, miał dwóch młodszych braci Antoniego i Stefana. Dwukrotnie żonaty: z pierwszą żoną Idalią Świętopełk Czetwertyńską syna Mieczysława; z drugą Marią Russanowską syna Stanisława. Pochowany we Lwowie.